# Cesare Martin
Cesare Martin (14. květen 1901, Roure, Italské království – 26. únor 1971, Pinerolo, Itálie) byl italský fotbalový obránce i trenér. Aby se odlišil od svých bratrů co hráli také Turín, byl označován jako Martin II.
Fotbalovou kariéru začal již od malička v klubu Turín FC. Již 29. prosince 1919 nastoupil prvně za seniorský klub býků. Celkem 17 sezon strávil v jeho dresu. Získal s klubem jeden titul v sezoně 1927/28. Druhý mu nebyl ze sezony 1926/27 připsán, protože klubu byl za uplácení odebrán. Další trofej získal na konci kariéry v roce 1936, když vyhrál domácí pohár. Celkem za býky odehrál 354 utkání a je stále na 6. místě v historické tabulce co se do počtu utkání týče v klubu.
Za reprezentaci odehrál jedno utkání a to 27. května 1923 proti Československu (5:1). Byl v nominaci na OH 1924).
Jako trenér začal trénovat v třetiligovém klubu Pinerolo, kde zastával funkci hráč–trenér.

## Hráčská statistika
| Sezóna  | Klub    | Liga         | Liga   | Liga | Ligové poháry | Ligové poháry | Ligové poháry | Kontinentální poháry | Kontinentální poháry | Kontinentální poháry | Celkem | Celkem |
| Sezóna  | Klub    | Soutěž       | Zápasy | Góly | Soutěž        | Zápasy        | Góly          | Soutěž               | Zápasy               | Góly                 | Zápasy | Góly   |
| ------- | ------- | ------------ | ------ | ---- | ------------- | ------------- | ------------- | -------------------- | -------------------- | -------------------- | ------ | ------ |
| 1919/20 | Turín   | 1. Kategorie | 6      | 0    | -             | 0             | 0             | -                    | 0                    | 0                    | 6      | 0      |
| 1921/22 | Turín   | 1. Kategorie | 22     | 0    | -             | 0             | 0             | -                    | 0                    | 0                    | 22     | 0      |
| 1922/23 | Turín   | 1. Divize    | 22     | 1    | -             | 0             | 0             | -                    | 0                    | 0                    | 22     | 1      |
| 1923/24 | Turín   | 1. Divize    | 19     | 0    | -             | 0             | 0             | -                    | 0                    | 0                    | 19     | 0      |
| 1924/25 | Turín   | 1. Divize    | 22     | 2    | -             | 0             | 0             | -                    | 0                    | 0                    | 22     | 2      |
| 1925/26 | Turín   | 1. Divize    | 22     | 0    | IP            | 1             | 0             | -                    | 0                    | 0                    | 23     | 0      |
| 1926/27 | Turín   | 1. Divize    | 28     | 0    | -             | 0             | 0             | -                    | 0                    | 0                    | 28     | 0      |
| 1927/28 | Turín   | 1. Divize    | 27     | 0    | -             | 0             | 0             | -                    | 0                    | 0                    | 27     | 0      |
| 1928/29 | Turín   | 1. Divize    | 22     | 0    | -             | 0             | 0             | -                    | 0                    | 0                    | 22     | 0      |
| 1929/30 | Turín   | Serie A      | 29     | 0    | -             | 0             | 0             | -                    | 0                    | 0                    | 29     | 0      |
| 1929/30 | Turín   | Serie A      | 29     | 0    | -             | 0             | 0             | -                    | 0                    | 0                    | 29     | 0      |
| 1930/31 | Turín   | Serie A      | 32     | 0    | -             | 0             | 0             | -                    | 0                    | 0                    | 32     | 0      |
| 1931/32 | Turín   | Serie A      | 31     | 0    | -             | 0             | 0             | -                    | 0                    | 0                    | 31     | 0      |
| 1932/33 | Turín   | Serie A      | 27     | 0    | -             | 0             | 0             | -                    | 0                    | 0                    | 27     | 0      |
| 1933/34 | Turín   | Serie A      | 21     | 0    | -             | 0             | 0             | -                    | 0                    | 0                    | 21     | 0      |
| 1934/35 | Turín   | Serie A      | 7      | 0    | -             | 0             | 0             | -                    | 0                    | 0                    | 7      | 0      |
| 1935/36 | Turín   | Serie A      | 0      | 0    | IP            | 1             | 0             | -                    | 0                    | 0                    | 1      | 0      |
| Celkově | Celkově | Celkově      | 337    | 3    | -             | 2             | 0             | -                    | 0                    | 0                    | 339    | 3      |

## Hráčské úspěchy

### Klubové
- 1× vítěz italské ligy (1927/28)
- 1× vítěz italského poháru (1935/36)

### Reprezentační
- 1x na OH (1924)